# Centre històric de Lleida
El centre històric de Lleida, popularment anomenat El Nucli Antic, és una zona de la part antiga de la ciutat de Lleida tradicionalment dividida en dos districtes. L'any 2007 tenia 10.570 residents.
L'àrea coneguda sota el nom d'Eix Comercial està centrada en el Carrer Sant Antoni i el Carrer Major, que ressegueixen el traçat del Camí de Sant Jaume, i que formen una de les principals vies de la ciutat (tot i ser força estreta). Aquesta via comença a l'avinguda Catalunya i acaba a la plaça Paeria, que calca l'estructura de porxos d'un fòrum romà, i on està situat l'ajuntament, conegut amb el nom de La Paeria. El Carrer Major s'encreua amb el Carrer Cavallers, que va de la vora del riu Segre a la falda del turó de la Seu Vella, i que és on es troben el Museu d'Art Jaume Morera i l'Edifici del Roser.
Sota la Plaça del Dipòsit, situada prop de l'extrem més elevat del carrer Cavallers, es troba Dipòsit del Pla de l'Aigua, que fa part del Museu de l'Aigua.
Actualment és una zona relativament decaiguda i amb força edificis que es troben en mal estat de conservació. Malgrat això, s'hi estan projectant un gran nombre de nous habitatges, com a part d'una campanya de renovació urbanística que no es troba exempta de polèmica, ja que ha posat de manifest una situació d'especulació immobiliària particularment greu pel fet de ser la zona amb la concentració més alta d'immigrants, i principalment habitada per persones de baix poder adquisitiu.
L'any 2006 fou inclòs al Pla de barris de la Generalitat de Catalunya, que promou projectes de regeneració urbana als barris més desafavorits de Catalunya.